# Вербицкий, Михаил Михайлович
Михаил Михайлович Вербицкий (укр. Михайло Михайлович Вербицький; 4 марта 1815 — 7 декабря 1870) — украинский композитор, общественный деятель, священник, автор музыки гимна Украины «Ще не вмерла Україна…».

## Биография
Михаил Вербицкий родился 4 марта 1815 года в селе Яворник-Руски (пол. Jawornik Ruski) (Австрийская империя, ныне Польша) и был крещен в селение Улючь, где его отец служил священником в старинной деревянной Вознесенской церкви. Когда мальчику исполнилось 10 лет, его отец умер. Над Михаилом и его младшим братом Володиславом взял опекунство дальний родственник — пшемысльский владыка Иоанн (Снегурский), один из видных деятелей Украинской греко-католической церкви. Вначале они вместе с братом учились в гимназии, а после — в лицее.
В 1828 году при пшемысльской кафедре епископ Иоанн основал хор, а после и музыкальную школу, в которой и научился петь Михаил. Уже на Пасху следующего 1829 года этот хор дебютировал в праздничном богослужении, где Михаил вместе с Иваном Лавровским выступали как солисты. Увидев такой блестящий результат епископ Иоанн приглашает из Чехии квалифицированного дирижёра и композитора — Алоиза Нанке. Именно у Нанке Михаил получил системное музыкальное образование, в частности по композиции. Его учителями были, в частности, чехи Винсент Серсави (Vincent Sersavi) и Франц Лоренц (Franz Lorenz). Важное значение для формирования будущего композитора имел репертуар хора, состоящий как и из произведений классических композиторов — Йозефа Гайдна, Вольфганга Амадея Моцарта, так и из музыки украинских композиторов — Дмитрия Бортнянского, Максима Березовского.
Именно духовные концерты Бортнянского наиболее повлияли на музыку Западной Украины и, в частности, на мировоззрение Вербицкого. В то время в церковной музыке преобладало одноголосие и простое двухголосие, а Бортнянский привнёс высокопрофессиональное многоголосие.
Со временем Михаил Вербицкий поступает в Львовскую духовную семинарию. Там он руководит хором семинарии, осваивает игру на гитаре, которая сопровождает его потом на протяжении всей жизни. Многочисленные произведения, переложенные или созданные им для гитары, стали популярными в галицком домашнем музицировании. До нашего времени сохранилось созданное им «Поученіе Хитары» (укр. «Поученіє Хітари»), которое стало одним из первых подобных пособий Украины. Его дважды исключали из семинарии за «веселые песни, игру на гитаре, опоздания на утренние молитвы». В третий раз, он сам отказался продолжать обучение после свадьбы и необходимости содержать семью.
Во второй половине сороковых годов девятнадцатого века Михаил Вербицкий обращается к религиозной музыке — в этот период он пишет полную Литургию для смешанного хора (1847), которая и сегодня звучит во многих церквях Западной Украины. Кроме того, он создаёт церковное пасхальное произведение «Ангел Вопияше» (укр. «Ангел вопіяше») и другие церковные композиции.
Когда в конце сороковых годов налаживается активная театральная жизнь, Вербицкий сразу же начинает писать музыкальные номера для украинских театральных спектаклей. Пьесы, которые ставились на театральных сценах Львова и Галиции, большей частью, были переведены и адаптированы как с украинской драматургии и литературы, так и с польской, французской и австро-немецкой драматургии. Музыка в этих пьесах играла очень важную роль, так как вносила в спектакли яркий эмоциональный элемент, а также приближала иностранные сюжеты к украинскому колориту. Поэтому, даже очень посредственные пьесы благодаря музыке Вербицкого получили широкую популярность. Вербицкий написал музыку более чем к 20 спектаклям, в частности: «Верховынцы» (укр. «Верховинці»), «Казак и охотник» (укр. «Козак і охотник»), «Проциха» (укр. «Проциха»), «Жовнир-волшебник» (укр. «Жовнір-чарівник») и др.
Однако политические события повернулись таким образом, что 1848—1849 года стали началом и завершением первого этапа возрождения украинского театра. Поэтому, на протяжении нескольких лет Вербицкий не писал музыки для пьес. В 1849 году, когда в Перемышле организовался театральный кружок, Вербицкий писал музыку к спектаклям и выступал как актёр. В это время была написана музыка на текст Ивана Гушалевича «Мир вам, братья, все приносим». Это произведение Головна руська рада определила гимном Галиции в период «Весны народов 1848—1849 годов». В 60-х годах композитор вновь возвращается к этому жанру, так как в Львове открывается театр «Русской Беседы» (укр. «Руської Бесіди»). Для этого театра Вербицкий пишет бытовую мелодраму «Подгоряне» (укр. «Підгіряни»), одну из самых популярных своих пьес, после «Сельские уполномоченные» (укр. «Сільські пленіпотенти»), «Простачка» (укр. «Простачка»), «На людях — ангел, не жена, дома с мужем — сатана» (укр. «В людях ангел, не жена, вдома з мужем сатана») и др.
Сложные жизненные обстоятельства оттянули получение священнического сана до 1850 года (он два раза был вынужден прерывать обучение). В дальнейшем ему несколько лет пришлось переезжать с одного сельского прихода в другой (служил в Завадове и Залужье-Стрилках возле Яворова). В приходе села Завадов он служил с 1850 по 1852 годы. За это время у него родились дети: дочь Маруся, которая умерла в детстве и похоронена на сельском кладбище, и сын Михаил. В 2012 году там же обнаружили церковную реестровую книгу, в которой есть его записи: о рождении, венчании и смерти прихожан за 1852 год. Вместе с ней были найдены Евангелие этого периода, старые фелони, подсвечники, иконы и другие сакральные вещи. Поиск этих вещей был осуществлен при подготовке выставки к 200-летнему юбилею священника. По распоряжению Й. Лозинского (тогдашнего наместника Яворовского уезда) в мае 1852 года был переведён в приход села Залужье Яворовского уезда, где служил по август 1853 года.
С 1853 по 1856 год он был администратором часовни на горе в селе Стрелки на Львовщине. Часовня 1792 года не сохранилась, но на её месте сейчас стоит церковь святого Евстахия, которая относится к памятникам местного значения. О том, что в храме служил отец Михаил Вербицкий, указывает мемориальная доска. Под горой была деревянная плебания, где и жил когда-то священник. Но она также не сохранилась — на её месте в 1902 году построена другая. Именем Вербицкого названа местная школа, и на протяжении пятнадцати лет в Стрелках проходят фестивали духовной музыки имени отца Михаила Вербицкого, на которые приезжают лучшие церковные и школьные хоры района и области.
В 1856 году он не осел в селе Млыны в Яворовщине служа в Покровской церкви, где и прожил остаток своей жизни. Но бедность и тут не оставляла его.
Был дважды женат, дважды овдовел. Первая жена — австрийка Барбара Сенер, умерла через год после свадьбы. Сын — Иван (1839—1890), профессор истории, директор Бродовской гимназии. Вторая жена также рано умерла, родив Вербицкому сына Андрея.
В последние годы жизни композитор занимался педагогической деятельностью, писал статьи, создавал музыку. Среди его учеников были Виктор Матюк и Порфирий Бажанский.
Умер Михаил Вербицкий 7 декабря 1870 года в Млынах, прожив лишь 55 лет. Похоронен возле церкви.

## Память

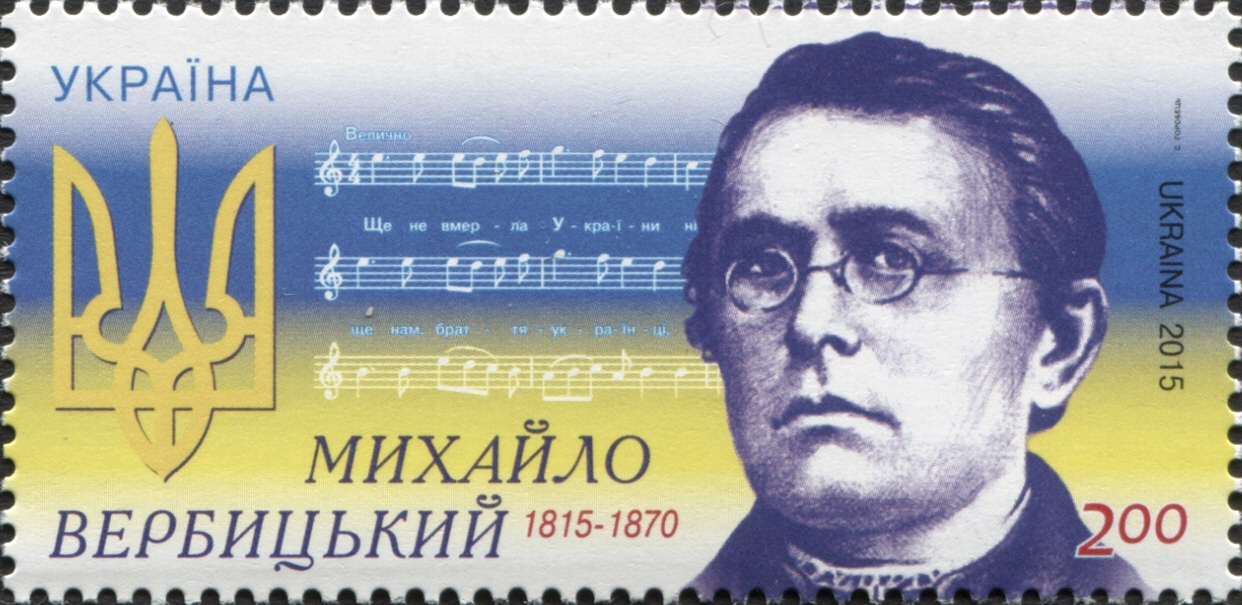
Почтова марка Укрпочты, 2015

В с. Млини возле старинной, 1740 года, деревянной церкви Покрова Пресвятой Богородицы (хорошо отреставрированной, служащей храмом местным католикам) стоит скромный памятник на могиле автора мелодии украинского национального и Государственного Гимна композитора отца Михаила Вербицкого. 12 апреля 2005 года над могилой Михаила Вербицкого была открыта часовня-пантеон (по проекту львовского архитектора Ивана Коваленко) в честь 140-летия украинского национального гимна и 190-й годовщины рождения композитора.

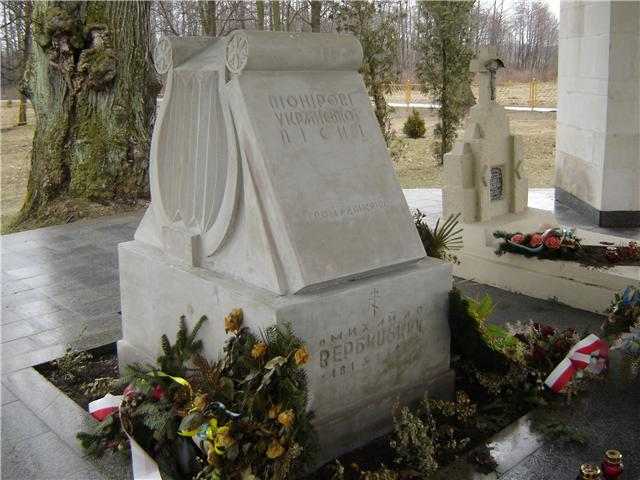
Могила Михаила Вербицкого в Млинах

Община города Яворова на Львовщине установила Михаилу Вербицкому памятник, а также выступила инициатором присвоения музыкальной школе и улице города имени музыканта. Также улица Вербицкого есть во Львове.
В июне 2013 завершился Всеукраинский конкурс на лучшую концептуальную идею памятника Михаилу Вербицкому, который был объявлен Львовским региональным общественно-культурным обществом «Надсяння». На конкурс поступил 21 проект. Победу одержал проект творческого коллектива скульпторов Андрея и Владимира Сухорских и архитектора Владимира Стасюка. Памятник установили 28 декабря 2015 во Львове, в сквере на углу улиц Бандеры, Вербицкого и Чупринки.
27 февраля 2015 года депутаты Тернопольского городского совета приняли решение о присвоении музыкальной школе № 2 имени Михаила Вербицкого.
По случаю 200-летия со дня рождения композитора, 4 марта 2015 года, многочисленные делегации из Украины приняли участие в торжественных мероприятиях, проводимых представителями украинской общины Польши на кладбище в с. Млини, где похоронен М. Вербицкий, и в Перемышле. Накануне, 28 февраля, в с. Яворник-Руски открыли мемориальную табличку на колокольне храма в честь отца Михаила.

## Творчество
Музыковед Ульяна Петрусь собрала список из 133 известных композиций М. Вербицкого. К ним относятся:
- Крупномасштабные светские хоровые работы — 30
- Священные хоровые работы — 37
- Вокальные ансамбли
- Романсы — 10.5
- Аранжировки народных песен — 10
- Оркестровые работы — 18 работ включая 9 симфоний
- Камерные произведения
- 15 работ для различных инструментов
- Музыка к 12 спектаклям

## Ще не вмерла України
Самым известным произведением Михаила Вербицкого является музыка к песне «Ещё не умерла Украины ни слава, ни воля…» (укр. «Ще не вмерла України ні слава, ні воля...») на слова Павла Чубинского, впоследствии ставшей Государственным гимном Украины.
По поводу даты создания этой песни до сих пор идут споры и предполагается, что она написана в период 1862—1864 гг.
Считается, что первое публичное исполнение будущего гимна состоялось 10 марта 1865 года в Перемышле, во время первого на землях Западной Украины шевченковского концерта (композитор сам пел в хоре, которым дирижировал Анатоль Вахнянин).
Сразу песня стала настолько популярна среди галицкой молодёжи, что одно время считалась ими народной.

## Галерея

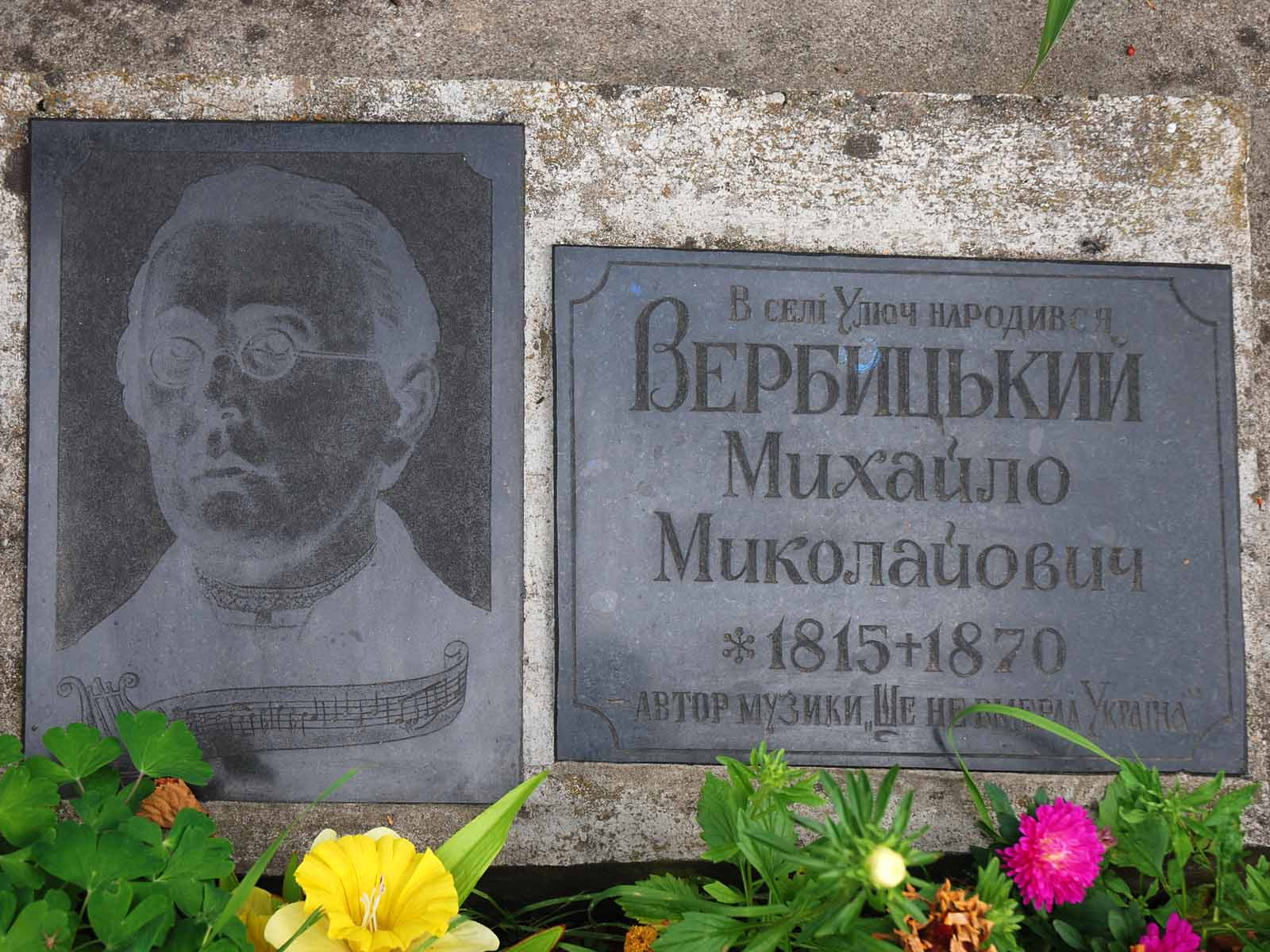
Памятная доска на месте рождения
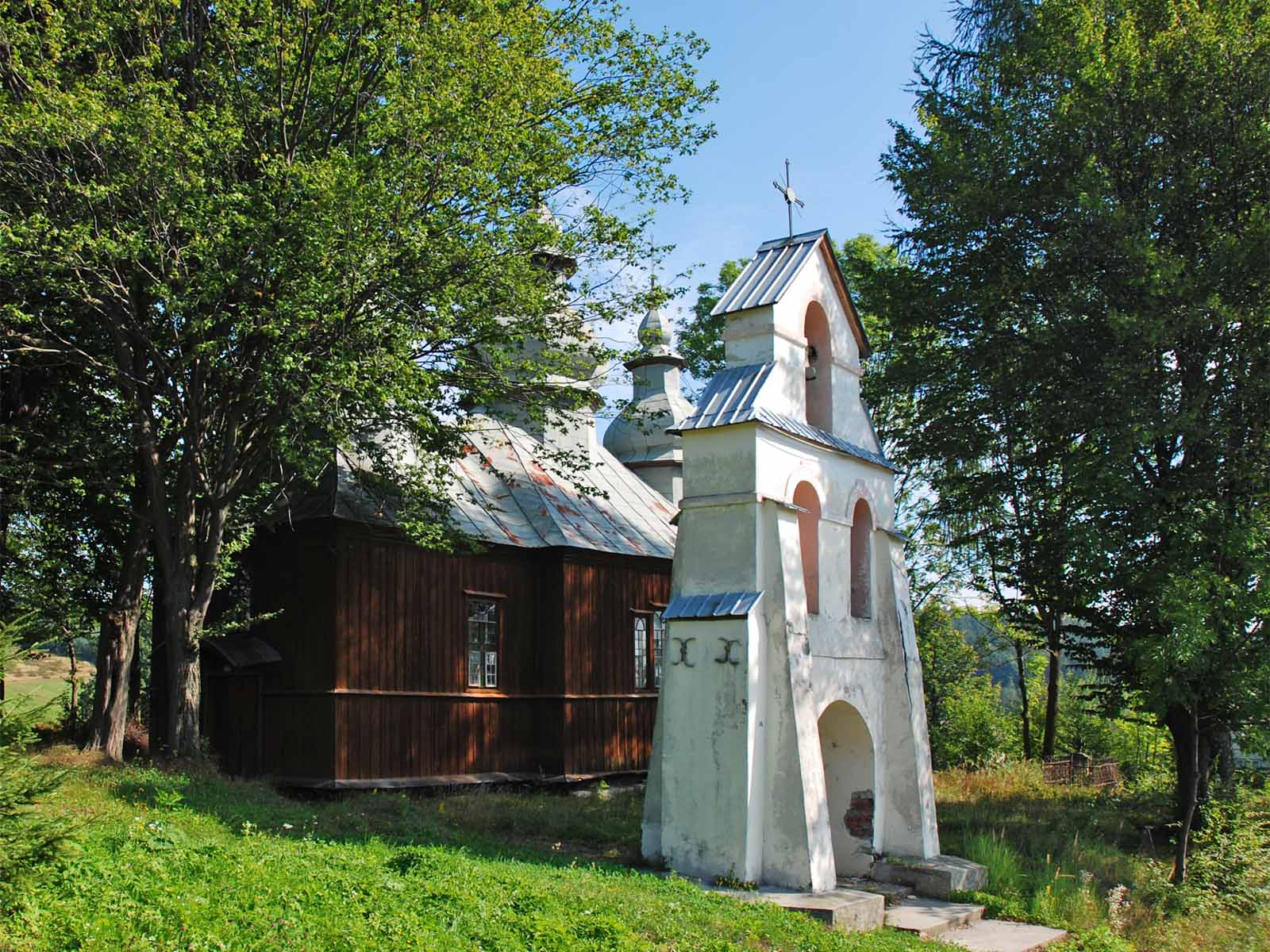
Яворник Руски, церковь отца
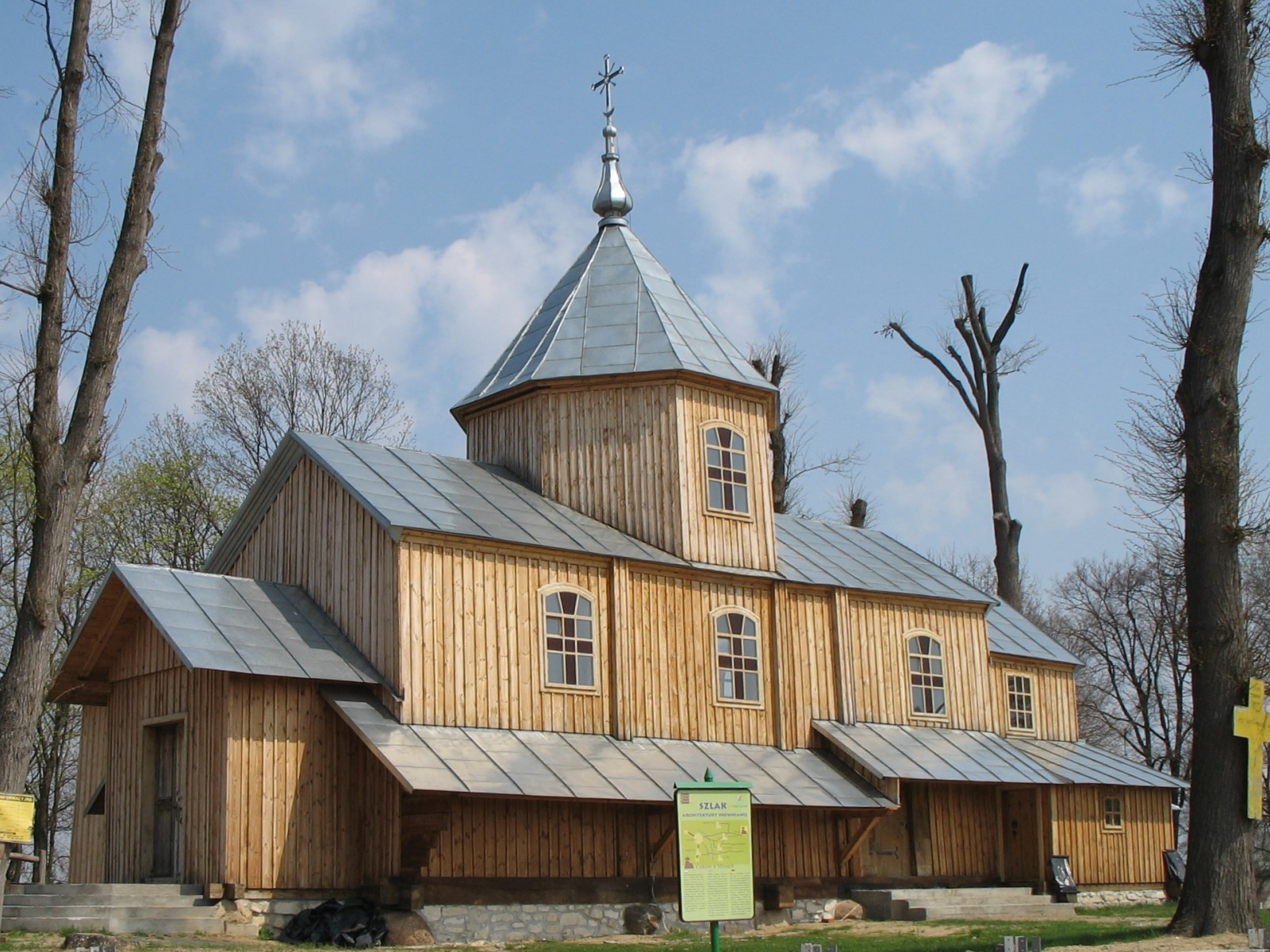
Церковь в Млынах, где служил Михаил Вербицкий
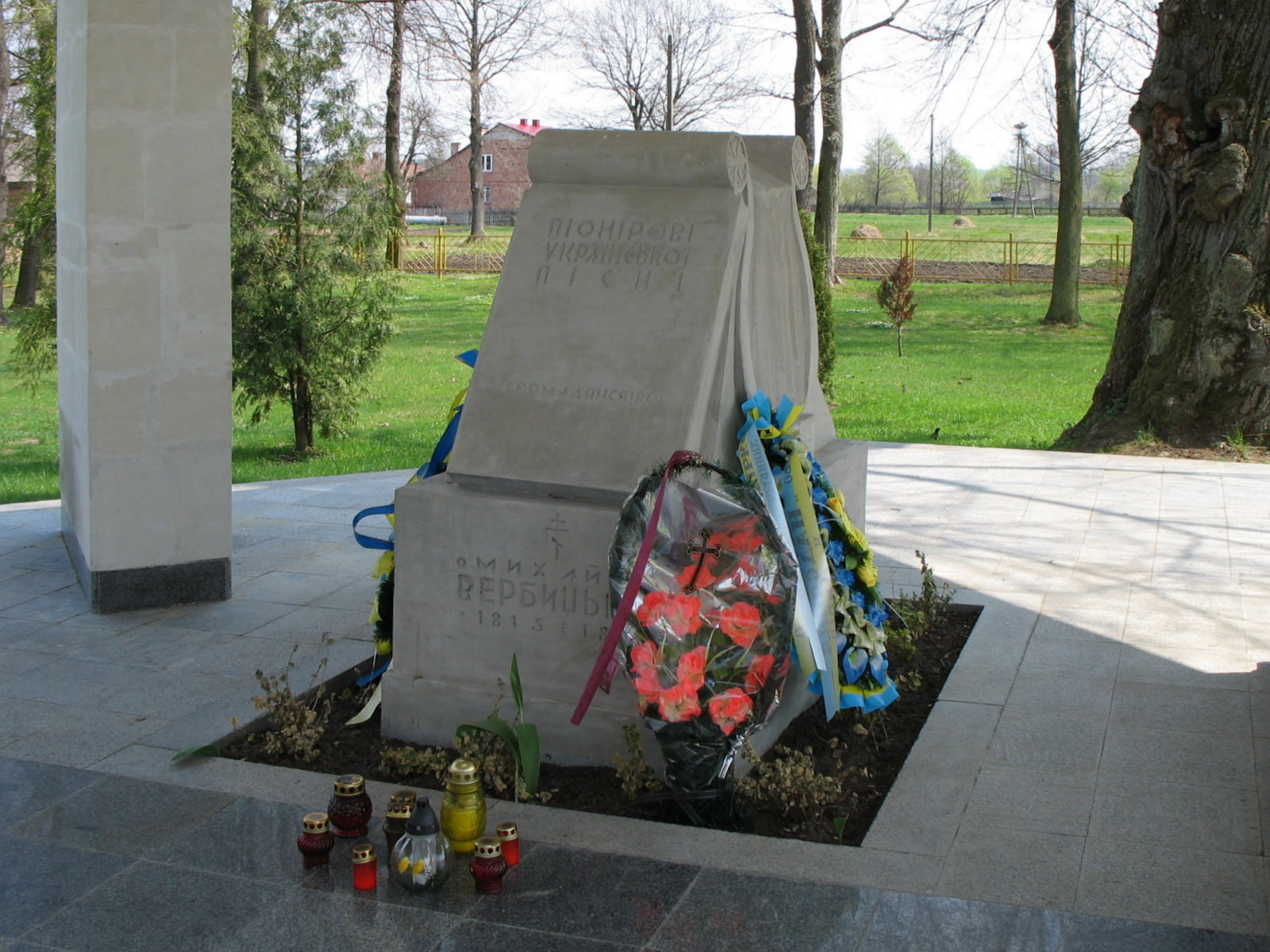
Могила композитора
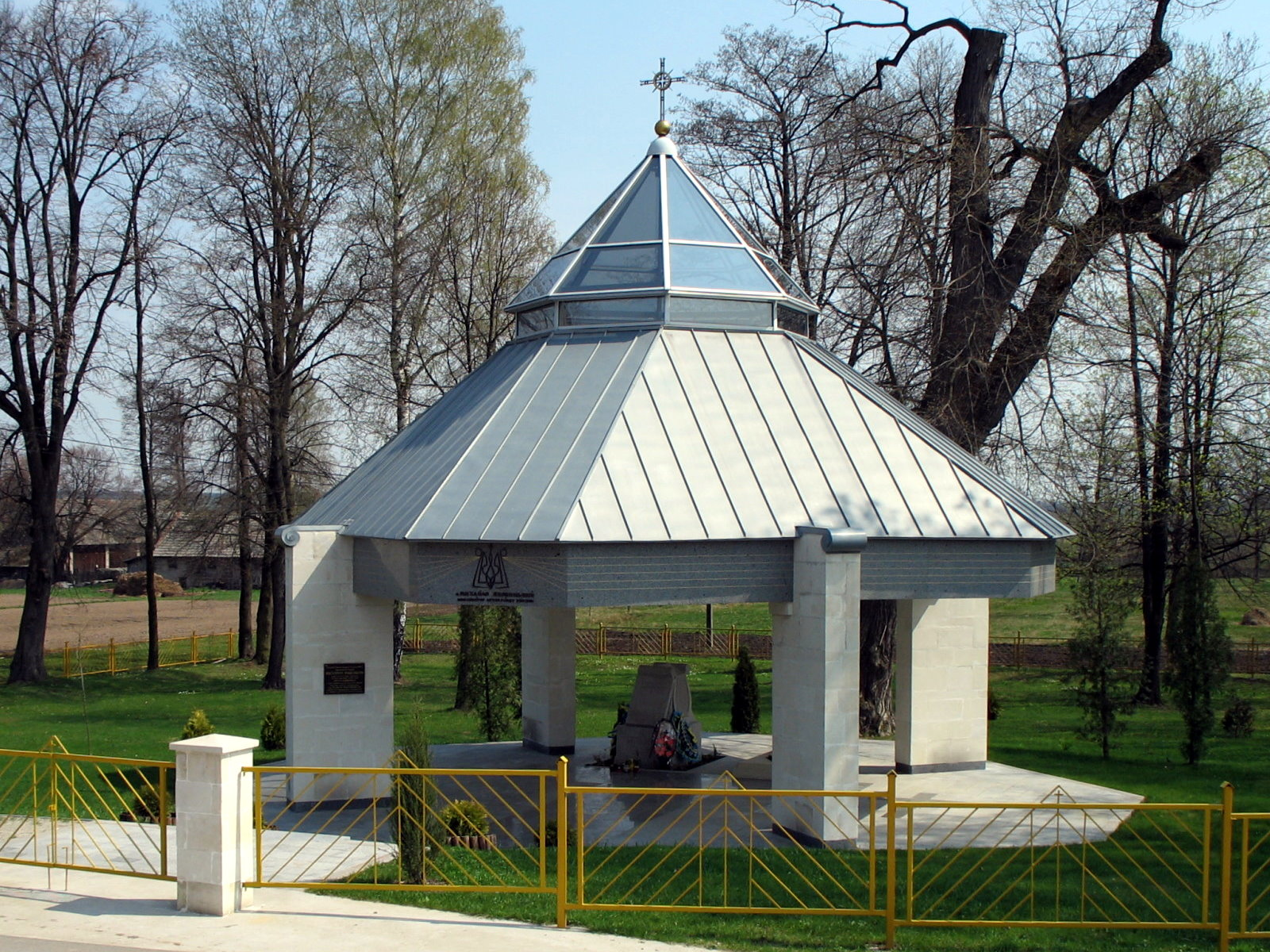
Часовня над могилой композитора
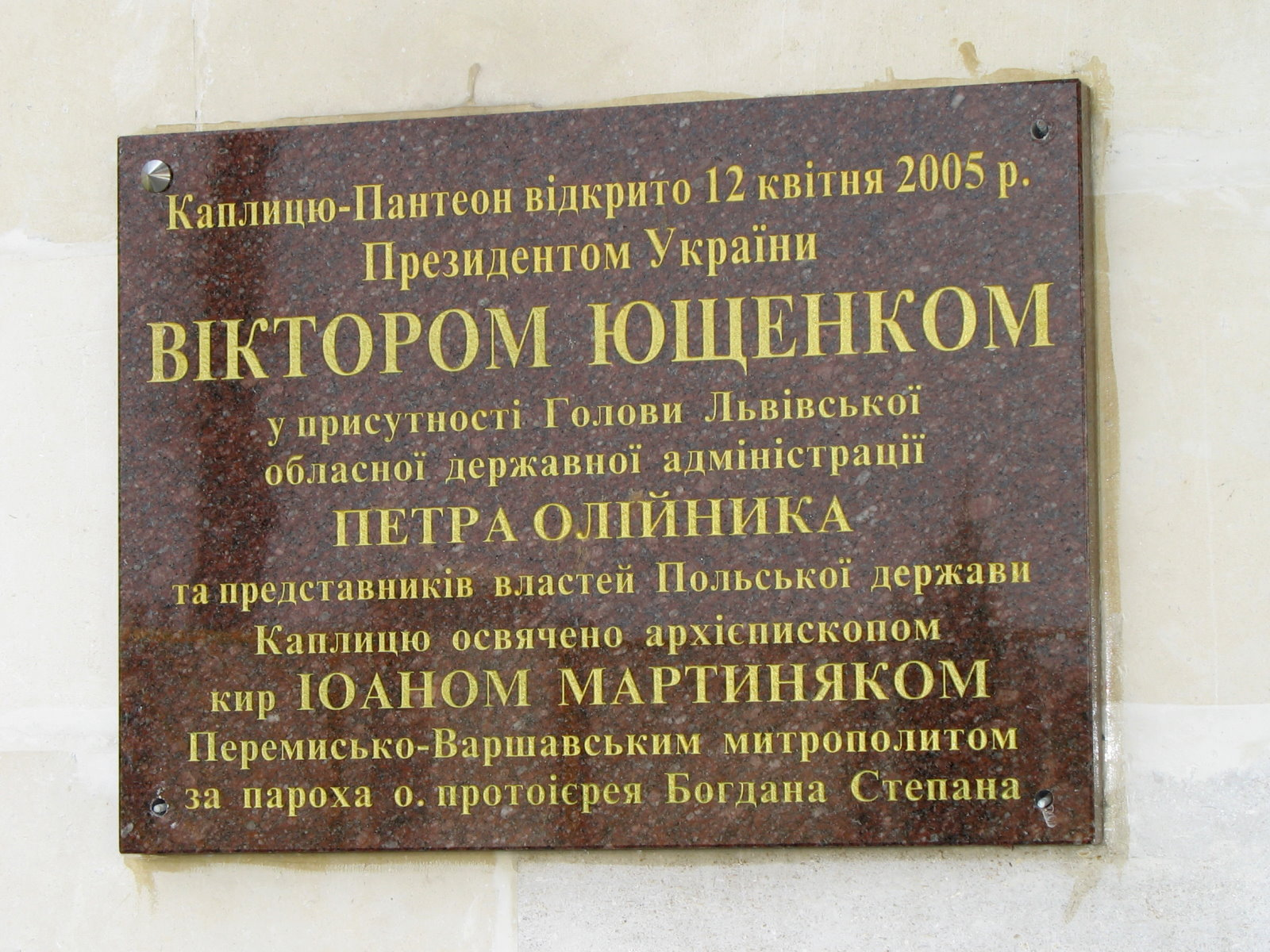
Памятная доска в Млынах
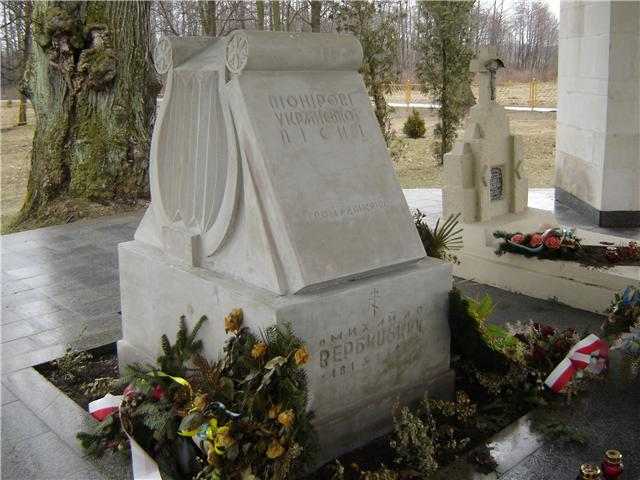
Могила Михаила Вербицкого в Млынах
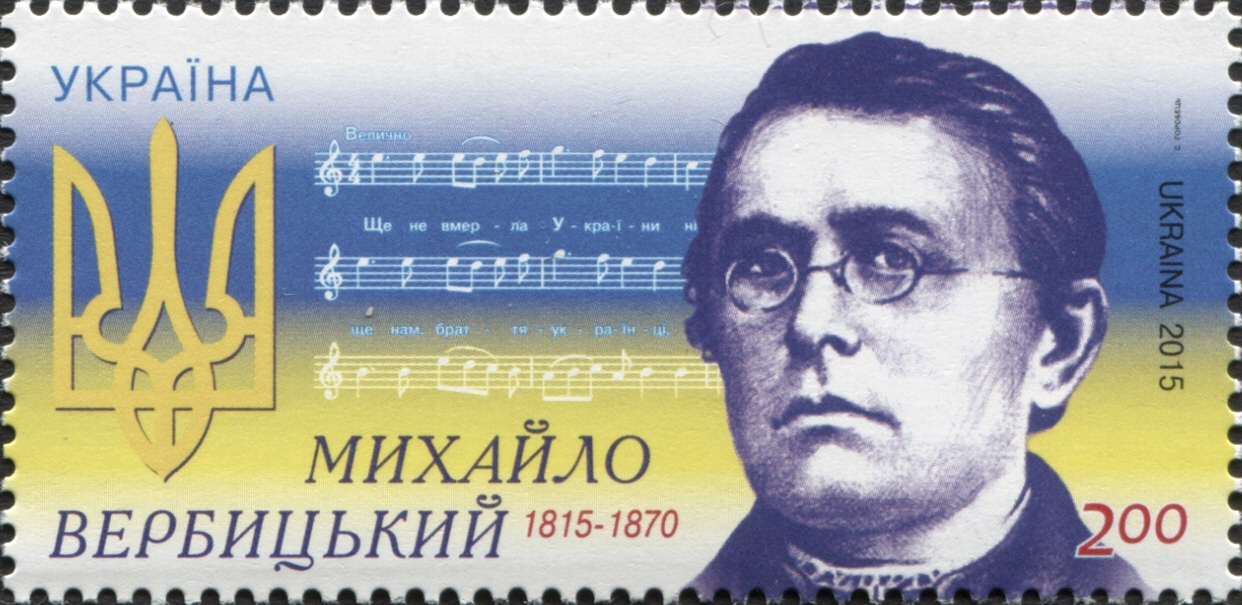
Почтовая марка Укрпочты, 2015